# Марголин, Леонид Юрьевич
Леони́д Ю́рьевич Марго́лин (род. 5 сентября 1957, Житковичи, Гомельская область) — российский музыкант-мультиинструменталист, композитор, аранжировщик.

## Биография
Родился в Белоруссии (отец — строитель, мать — секретарь-машинистка), был пятым ребёнком у родителей.
С детства увлекался музыкой, по собственному желанию был записан в музыкальную школу, которую окончил по классу баяна. В 1972 году, после окончания 8-го класса, продолжил образование в музыкальном училище в городе Мозырь (Гомельская область); квалификация по диплому — руководитель оркестра народных инструментов. В то же время он самостоятельно осваивал игру на гитаре, клавишных и духовых музыкальных инструментах.
Большое влияние на его творчество оказали группы «Песняры» и «Deep Purple».
В 1978—1980 годах проходил службу в Вооружённых силах СССР, из-за потери копии диплома музыкального училища ошибочно попав в стройбат (в частности, участвовал в возведении Международного почтамта в Москве). По месту прохождения службы, в деревне Романцево (Московская область), при романцевском Доме культуры создал вокально-инструментальный ансамбль «Импульс», которым остался руководить и после увольнения в запас. Под руководством Марголина «Импульс» стал лауреатом Всесоюзного конкурса вокально-инструментальных ансамблей, и ему было присвоено звание народного коллектива.
С 1984 года около 10 лет пел и играл в московских ресторанах. В 1994—1995 (декабрь) был клавишником группы Сергея Азарова «Подольская Гвардия». В 1995—1998 годах работал в группе Михаила Танича «Лесоповал». С 1998 года — бессменный аранжировщик и аккомпаниатор Олега Митяева.

### Семья
Жена Ольга (1958—2008), имеет двух дочерей — Наталью (23.01.1982) и Жанну (10.01.1985).

## Творчество
Леонид Марголин — автор музыки к песням на стихи М. Танича для группы «Лесоповал» («Леспромхоз», «Межконтинентальная», «Частушки», «Этап»).
С 1998 года принимал участие в записи всех альбомов Олега Митяева в качестве аранжировщика, аккомпаниатора и бэк-вокалиста. Написал музыку к альбому на стихи Иосифа Бродского «Ни страны, ни погоста…» (2002 год; исполняет Олег Митяев), к песням О. Митяева «Челябинск» (альбом «Небесный калькулятор, или Жизнь замечательных людей», 2002 год) и «Благодать» (альбом «Запах снега», 2005 год).
В 2004 году выпустил сольный альбом «Время, послушное ветру» на стихи Н. Рубцова, Е. Чуксиной, О. Митяева, куда включил песню «Крик птицы» (сл. Ю. Рыбчинского, муз. В. Мулявина), посвящённую памяти своего кумира Владимира Мулявина.
В конце 2009 года выпустил альбом-посвящение «Побудь со мной» на стихи Е. Блажеевского, В. Конюхова, С. Мазуркевича, В. Овчинцева, Л. Филатова.
В начале сентября 2019 года в интервью газете «Московская правда» Леонид Марголин анонсировал[значимость факта?] выход нового диска «Талисман».

### Фильмография
В 2020 году Леонид сыграл самого себя в одной из сцен фильма «Родные».

### Награды
- Орден «Служение искусству» Регионального благотворительного общественного фонда «Московский фонд мира» (23 августа 2013 года).